# اسله تویه
اسله تویه (انگلیسی: Asle Toje؛ زادهٔ ۱۶ فوریهٔ ۱۹۷۴) پژوهشگر، و کارشناس سیاسی اهل نروژ است.
وی همچنین برندهٔ جوایزی همچون برنامه فولبرایت شده‌است.